# 238 Hipatija
238 Hipatija (mednarodno ime 238 Hypatia, starogrško starogrško Υπατία: Ipatía) je asteroid tipa C (po Tholenu) v glavnem asteroidnem pasu. 

## Odkritje
Asteroid je odkril ruski astronom Viktor Knorre 1. julija 1884 v Berlinu . Poimenovan je po grški filozofinji in matematičarki Hipatiji.

## Lastnosti
Asteroid Hipatija obkroži Sonce v 4,95 letih. Njegova tirnica ima izsrednost 0,089, nagnjena pa je za 12,408° proti ekliptiki. Njegov premer je 148,49 km, okoli svoje osi se zavrti v  8,86 h .